# Amstelhoek
Amstelhoek is een klein dorp in het uiterste noordwesten van de gemeente De Ronde Venen en de Nederlandse provincie Utrecht. Het dorp ligt aan het Amstel-Drechtkanaal, met aan de overkant het Noord-Hollandse Uithoorn. Amstelhoek heeft 995 inwoners (2023), inclusief de buurtschap Mennonietenbuurt die tegenwoordig als onderdeel van Amstelhoek wordt gezien. 

## De kerk

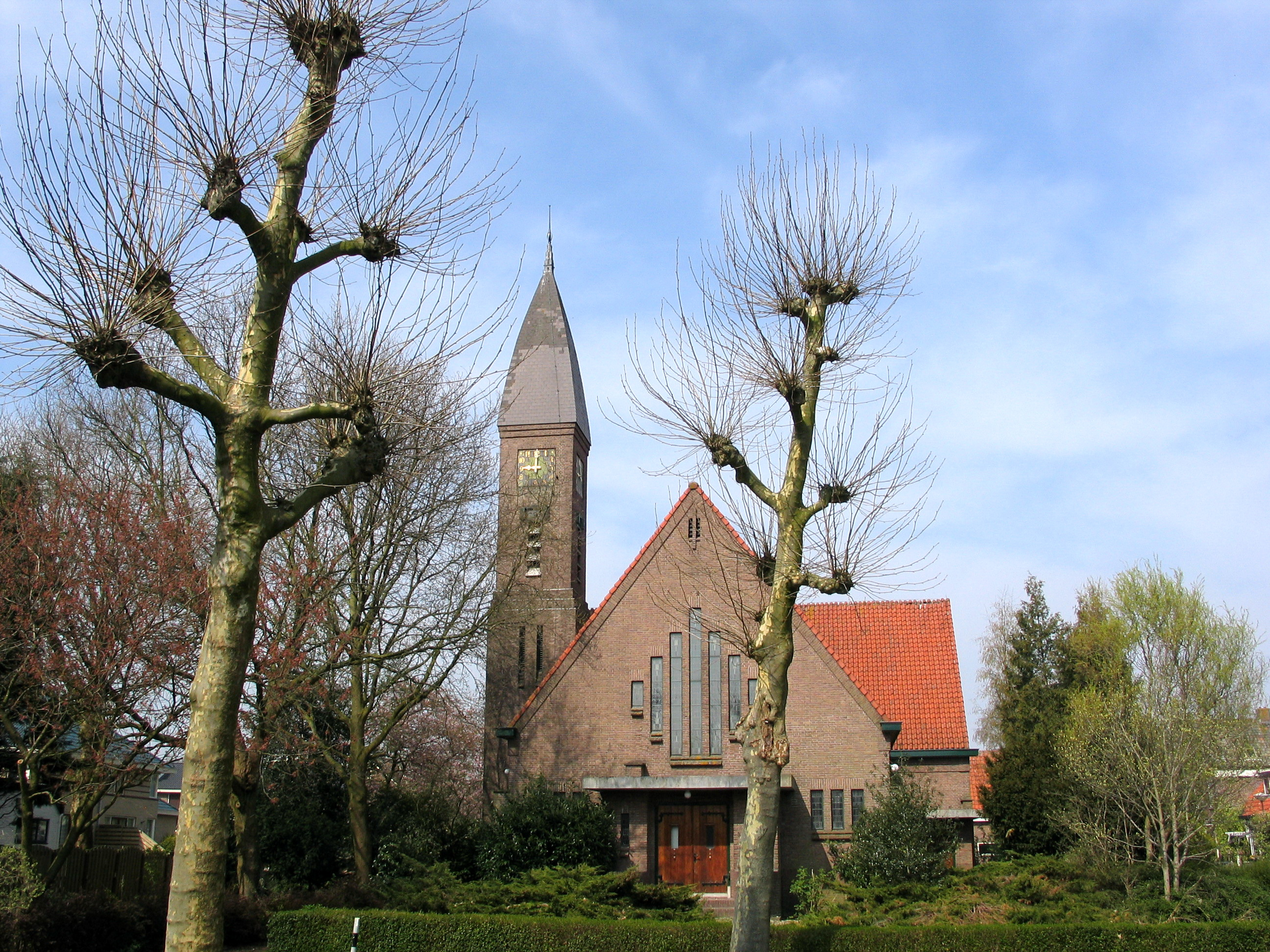
De Kruiskerk

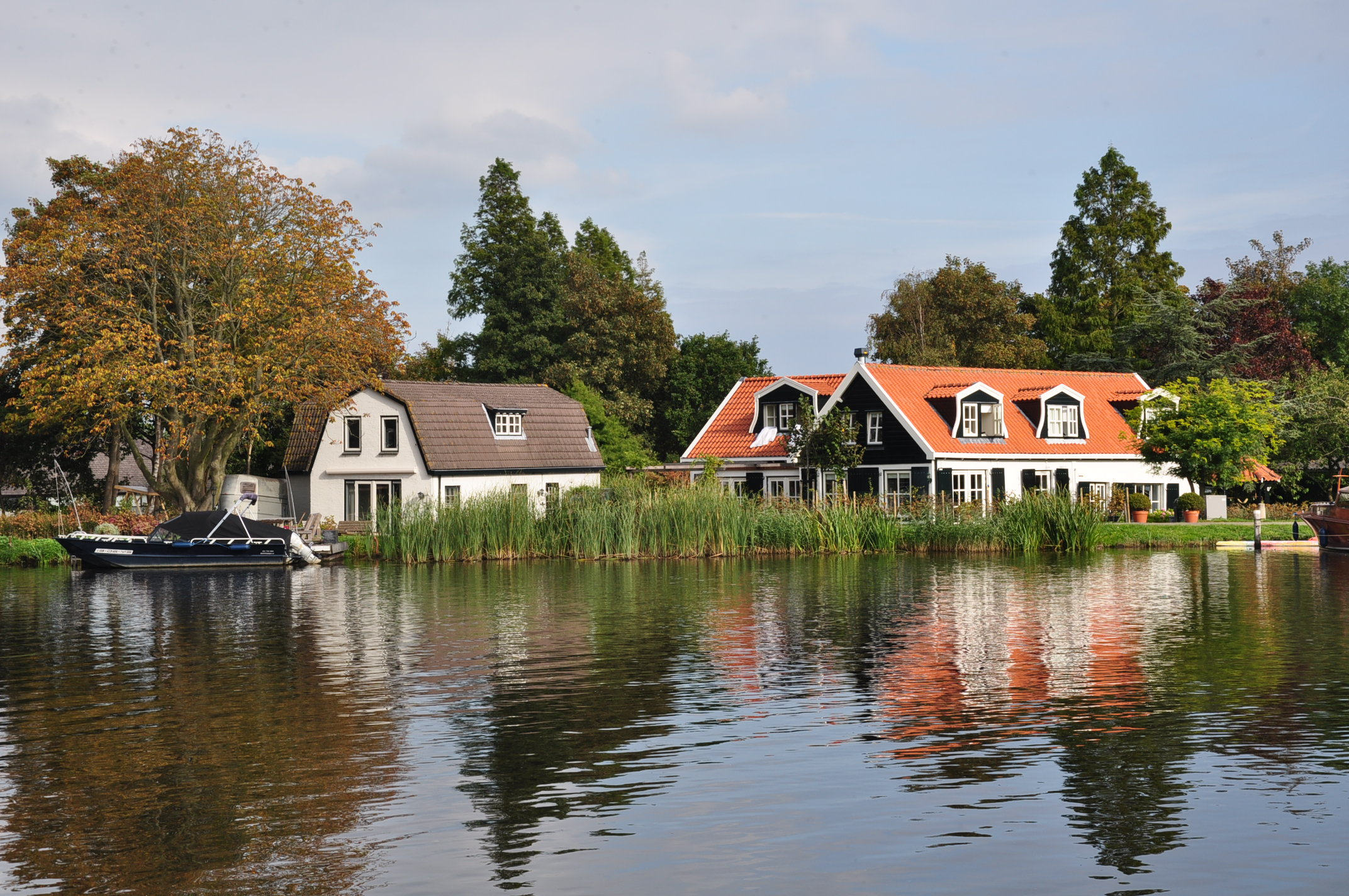
Boerderijen aan de Amstel, iets buiten Amstelhoek.

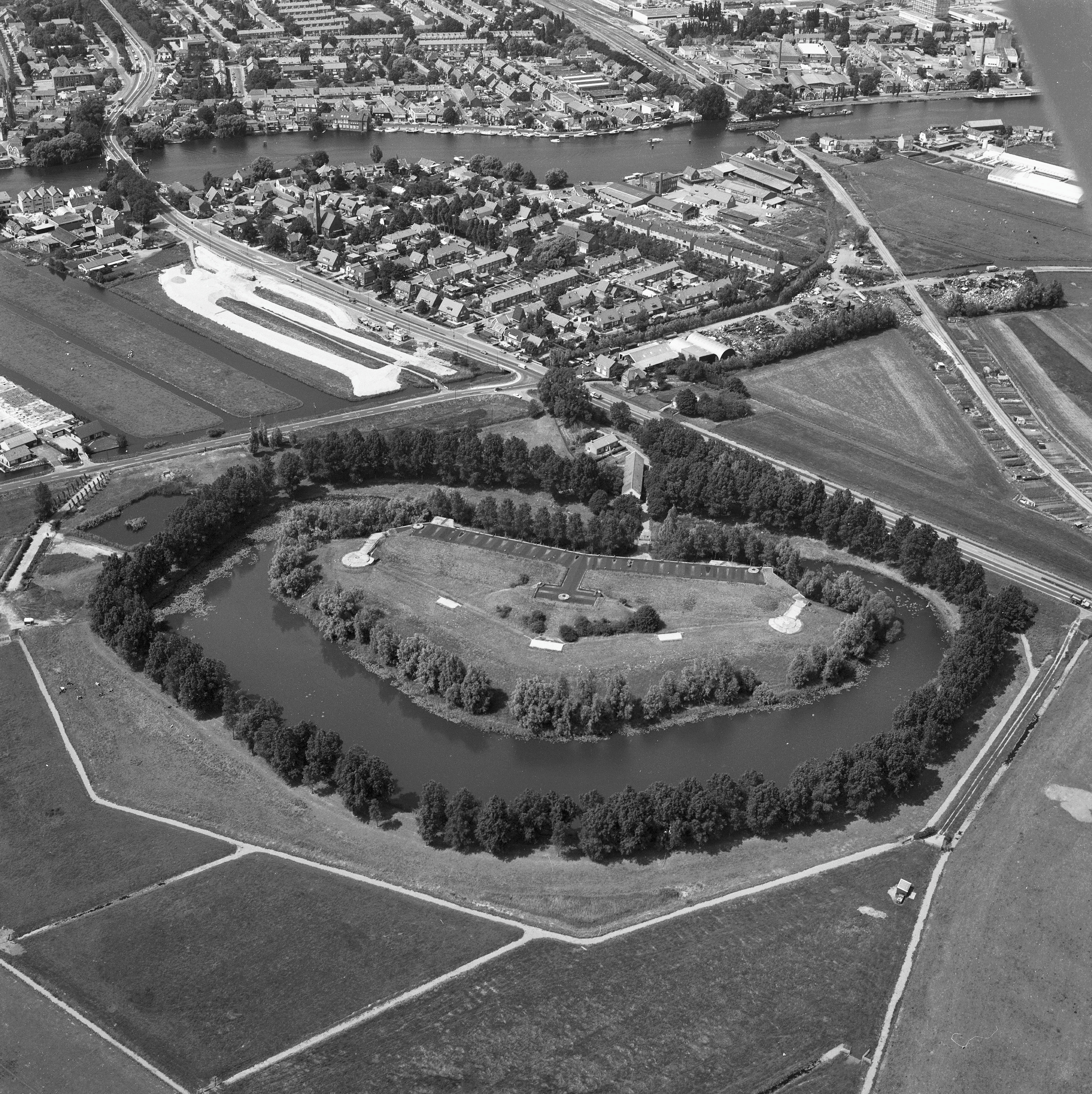
Amstelhoek met het Fort bij Uithoorn

De Kruiskerk in Amstelhoek is een monument uit 1926, en een goed voorbeeld van de expressionistische bouwstijl van de Amsterdamse School. Architect was B.W. Plooij. Het dak van de toren is iets bolvormig. Alle glas-in-loodramen zijn nog in goede staat.
De kerk wordt niet meer als kerk gebruikt. De huidige eigenaar heeft via een artikel 19 procedure in 2004 toestemming gekregen de kerk te verbouwen zodat er in gewoond kan worden. Er komt ook een expositieruimte. Er is ook een kosterswoning met drie slaapkamers. Van de kerk is aan de voorkant anno 2009 niet veel te zien vanwege de verbouwing.

## Geboren
- Cindy Pieterse (1972), comédienne